# الدوري النمساوي 1982–83
الدوري النمساوي الممتاز 1982–83 (بالألمانية: Österreichische Fußballmeisterschaft 1982/83)‏ هو الموسم 72 من بوندسليغا النمسا لكرة القدم. أشرف على تنظيمه اتحاد النمسا لكرة القدم، وكان عدد الأندية المشاركة فيه 16، وفاز فيه رابيد فيينا.